# 果树所站
果树所站是郑州地铁4号线的地铁车站，位于中华人民共和国河南省郑州市管城回族区尚义路与长江东路交叉口，于2020年12月26日随4号线的开通而启用。

## 车站结构
果树所站的主体结构位于尚义路的地下，呈南北走向，为地下二层车站。B1层为站厅层，B2层为站台层。
| 1F  | 地面     | 所有出入口                                               |
| B1F | 站厅     | 客服中心、自动售票机、行李检查、闸机、车站控制室、警务室 |
| B2F | █ 4号线  | 往老鸦陈方向（七里河）                                   |
| B2F | 岛式站台 | 至站厅                                                   |
| B2F | █ 4号线  | 往郎庄方向（金岱）                                       |

### 站厅
果树所站的站厅位于B1层，设有客服中心、自动售票机、行李检查等设施。站厅由闸机和栏杆分隔为付费区和非付费区，站厅两端为非付费区，之间经站厅北侧的通道连接，中部为付费区，内设有自动扶梯、步梯和无障碍电梯连接站台。站厅非付费区C口通道处设有卫生间和母婴室。

### 站台
果树所站设一座岛式站台，位于B2层，安装有高站台门。站台呈南北向，东侧站台面由4号线老鸦陈方向的列车使用，西侧站台面由4号线郎庄方向的列车使用。

### 出入口
果树所站设有A、B、C、D共4个出入口，分别位于尚义路与长江东路交叉路口的东南、西南、西北、东北四角，连接站厅的非付费区，C口设有无障碍电梯。
该站各出入口信息如下表所示。
| 编号                              | 指示           | 接驳交通 |
| --------------------------------- | -------------- | -------- |
|                                   | 长江东路（南） |          |
|                                   | 长江东路（南） |          |
|                                   | 长江东路（北） |          |
|                                   | 长江东路（北） |          |
| 注： 设有无障碍电梯 \| 设有卫生间 |                |          |